# Charles-Auguste-Marie Paty
Charles-Auguste-Marie Paty (Pipriac, 10 febbraio 1916 – Mormaison, 31 dicembre 2004) è stato un vescovo cattolico francese, vescovo di Luçon dal 1967 al 1991.

## Biografia
Charles Paty nacque il 10 febbraio 1916 a Pipriac, in Bretagna.
Fu ordinato sacerdote il 24 marzo 1946.
Il 3 gennaio 1966 papa Paolo VI lo nominò vescovo ausiliare di Luçon e titolare di Tingaria, ricevendo la consacrazione episcopale il 25 marzo seguente dall'arcivescovo Paul Joseph Marie Gouyon, arcivescovo metropolita di Rennes, co-consacranti i vescovi Marcel-Pierre-Armand Riopel, vescovo titolare di Neocesarea di Siria e ausiliare di Rennes, e Jean-Barthélemy-Marie de Cambourg, vescovo di Valence.
Il 7 dicembre 1966 lo stesso papa lo nominò vescovo coadiutore di Luçon e il 4 luglio 1967, in seguito alla rinuncia del vescovo Antoine-Marie Cazaux, succedette alla medesima sede.
Il 25 marzo 1991 papa Giovanni Paolo II accolse la sua rinuncia al governo pastorale della diocesi per raggiunti limiti d'età.
Morì il 31 dicembre 2004 a Mormaison.

## Genealogia episcopale e successione apostolica
La genealogia episcopale è:
- Cardinale Guillaume d'Estouteville, O.S.B.Clun.
- Papa Sisto IV
- Papa Giulio II
- Cardinale Raffaele Sansoni Riario della Rovere
- Papa Leone X
- Papa Paolo III
- Cardinale Francesco Pisani
- Cardinale Alfonso Gesualdo di Conza
- Papa Clemente VIII
- Cardinale Pietro Aldobrandini
- Cardinale Laudivio Zacchia
- Cardinale Antonio Barberini, O.F.M.Cap.
- Cardinale Nicolò Guidi di Bagno
- Arcivescovo François de Harlay de Champvallon
- Cardinale Louis-Antoine de Noailles
- Vescovo Jean-François Salgues de Valderies de Lescure
- Arcivescovo Louis-Jacques Chapt de Rastignac
- Arcivescovo Christophe de Beaumont du Repaire
- Cardinale César-Guillaume de la Luzerne
- Arcivescovo Gabriel Cortois de Pressigny
- Arcivescovo Hyacinthe-Louis de Quélen
- Vescovo Louis-Charles Féron
- Vescovo Pierre-Alfred Grimardias
- Cardinale Guillaume-Marie-Romain Sourrieu
- Cardinale Léon-Adolphe Amette
- Arcivescovo Benjamin-Octave Roland-Gosselin
- Cardinale Paul-Marie-André Richaud
- Cardinale Paul Joseph Marie Gouyon
- Vescovo Charles-Auguste-Marie Paty

La successione apostolica è:
- Vescovo Jean-Marie Michel Arthur Alix Zacharie Raimbaud, M. Afr. (1968)
- Vescovo Jean-Charles Jacques Clovis Marcel Thomas (1972)
- Arcivescovo Hubert Marie Pierre Dominique Barbier (1980)
- Vescovo Jacques Louis Antoine Marie David (1981)
- Cardinale Louis-Marie Billé (1984)